# Джигме Палден Дорджи
Джигме Палден Дорджи (англ. Jigme Palden Dorji, 1919 — 6 апреля 1964) — бутанский политик и член королевской семьи династии Вангчуков и влиятельной бутанской семьи Дорджи.

## Биография
Джигме Дорджи был шурином третьего короля Бутана Джигме Дорджи Вангчука. Он сопровождал будущего короля, когда тот жил в Великобритании в 1950 году.
Назначенный главным министром (Gongzim) в 1952 году, Джигме Дорджи стал первым человеком, кто удостоился звания премьер-министра Бутана (Lonchen). Это последовало после преобразования старых должностей в 1958 году, ставших частью реформ Джигме Дорджи Вангчука. Джигме Дорджи помогал королю в его реформах. Однако этим реформам сопротивлялись военные и религиозные власти.
6 апреля 1964 года Джигме Дорджи был убит капралом бутанской армии. Намгьял Бахадур, главнокомандующий Королевской Бутанской армии, был казнён с другими организаторами убийства.